# راکل راستنی
راکل راستنی (به انگلیسی: Raquel Rastenni) (زاده ۲۱ اوت ۱۹۱۵-درگذشته ۱۷ اوت ۱۹۹۸) خواننده دانمارک-روسی بود.
او نماینده دانمارک در یوروویژن ۱۹۵۸ بود.